# Костромской областной комитет КПСС
Костромской областной комитет КПСС — руководящий партийный орган областной организации Коммунистической партии Советского Союза, существовавший в Костромской области с 1944 по 1991 год. Являлся высшим органом  областной организации КПСС между областными конференциями КПСС. Образован вместе с областью на части территории Ярославской области. Располагался в областном центре – городе Костроме.
Комитет избирался областными конференциями КПСС. Занимался реализацией решений областных конференций, организацией и утверждением районных партийных организаций Костромской области, выполнением решений ЦК партии. Подчинялся (до 1990 года) Центральному комитету КПСС ( с 1990 – ЦК коммунистической партии РСФСР).
Для повседневного руководства работой областной партийной организации обком избирал бюро, а для рассмотрения текущих вопросов и проверки их исполнения создавал секретариат. На пленумах комитетов утверждались также председатели партийных комиссий, заведующие отделами этих комитетов, редакторы партийных газет и журналов. Для рассмотрения текущих вопросов и проверки их исполнения создавался секретариат. Пленум областного комитета созывался не реже одного раза в четыре месяца.
Высшим должностным лицом областной организации КПСС являлся первый секретарь, избиравшийся на пленуме областного комитета КПСС по предложению секретариата Центрального Комитета КПСС. Кандидатуры второго (как правило, отвечал за организационные вопросы) и третьего секретарей (как правило, отвечал за идеологические вопросы) согласовывались также с секретариатом ЦК КПСС.
Обком КПСС отвечал за проведение политики партии в области, вёл политическую и организаторскую работу по выполнению всеми государственными и общественными организациями директив и решений партии, указаний её Центрального комитета, проводил идеологическую работу, руководил работой Советов депутатов трудящихся, профсоюзов, комсомола и других организаций, а также средств массовой информации через работающих в них коммунистов, решал социально-экономические задачи, контролировал деятельность учреждений науки, культуры, образования, занимался подбором и расстановкой руководящих кадров, организацией учреждений партии в пределах области.
23 августа 1991 года деятельность КПСС на территории РСФСР была приостановлена, а 6 ноября того же года запрещена.

## Первые секретари
- 1944—1946 — Кондаков, Александр Андреевич
- 1946—1950 — Кузнецов, Иван Степанович
- 1950—1952 — Пашкин, Николай Семёнович
- 1952—1956 — Марфин, Алексей Ильич
- 1956—1965 — Флорентьев, Леонид Яковлевич[1]
- 1965—1971 — Скулков, Игорь Петрович
- 1971—1986 — Баландин, Юрий Николаевич
- 1986—1991 — Торопов, Владимир Иванович

## Вторые секретари
- 1947—1949 — Сметанин, Павел Игнатьевич
- 1949—1950 — Ершов, Валентин Николаевич

- 1954—1956 — Ильин П. В.
- 1956—1957 — Павлов, Георгий Сергеевич
- 1959 — Коротаев, Георгий Михайлович
- 1960—1962 — Савин, Анатолий Васильевич
- 1962—1963 — Яхницкий, Георгий Фёдорович[2]
- 1964—1971 — Донцов, Константин Васильевич
- 1971—1977 — Суслов, Константин Иванович
- 1978—1984 — Горячев, Геннадий Александрович
- 1984—1986 — Ерёмин, Альвин Евстафьевич
- 1988 — Ткаченко, Виктор Георгиевич